# 이재숙 (청주시의원)
이재숙(1964년 11월 16일~)은 대한민국의 정치인이다. 국립 충북대학교 세종국가정책대학원을 나왔으며, 2016년 7월 21일 당시 더불어민주당에 입당하였고 2년 후 2018년 6월 지선에서 당선된, 대한민국의 충청북도의 청주시의 제2대 통합청주시의회의 초선 시의원(2018년 7월~2022년 6월)이었었다.
딸 박은수는 더불어민주당 부대변인 등을 지냈다.

## 학력
- 충북대학교 행정학과 학사(1987년 2월)
- 충북대학교 대학원 정책학과 행정학 석사 수료(1990년 8월)
- 충북대학교 세종국가정책대학원 행정학 석사(2016년 2월)

## 경력
- 충북참여자치시민연대 문화위원장
- 더불어민주당 중앙당 부대변인
- 더불어민주당 충청북도당 위원회 부위원장
- 2018.07~2022.06: 제2대 충청북도 청주시의회 의원

## 역대 선거 결과
|  | 53.14% |

|  | 17.28% |